# Nabarbi
Nabarbi, Nawarni – bóstwo huryckie. Imię zostało poświadczone w dokumencie Emar 373 (kolumna III na rewersie, poz. 140), tekście rytualnym poświęconym świętu zukru, które odbywało się co siedem lat. Imię bóstwa występuje także w zabytkach z czasów nowoasyryjskich w kontekście trzech głównych bóstw czczonych w mieście Taide – obok Kumarbi i Samanuhi.